# Faça Humor, Não Faça Guerra
Faça Humor, Não Faça Guerra foi um programa humorístico produzido pela Rede Globo e exibido entre 1971 e 1973, que contava com textos de Max Nunes, Haroldo Barbosa, Renato Corte Real e Jô Soares, entre outros, e tinha a direção de João Loredo e Carlos Alberto Loffler. O programa ia ao ar semanalmente às 21h, logo depois da telenovela das oito. O nome era uma alusão jocosa à frase de efeito, muito popular na época, "Faça amor, não faça a guerra".

## Elenco
- Jô Soares
- Renato Corte Real
- Berta Loran
- Luís Carlos Miele
- Paulo Silvino
- Renata Fronzi
- José Vasconcellos
- Eliezer Motta
- Sandra Bréa
- Geraldo Alves
- Luiz Orioni
- Álvaro Aguiar
- Milton Carneiro
- Maria Cristina Nunes
- Mirian Müller
- Nelson Turini

## Curiosidades
Alguns quadros de "Faça Humor, não Faça Guerra" foram reapresentados em 1980, no "Festival 15 Anos", e em 1990, no "Festival 25 Anos" da emissora.

## Tema de abertura
"É, vai dizer que sim, vai dizer que não?

Vai ficar assim, sem opinião?

Dá logo a decisão!..."